# Elektrická zařízení motorových vozidel
Elektrická zařízení motorových vozidel jsou zčásti podobná jako u jiných dopravních prostředků. 
Zdrojem elektrické energie v motorových vozidlech je akumulátorová autobaterie, dobíjená pomocí generátoru (tj. dynama nebo alternátoru). Ve vozidle může být jedna palubní elektrosíť nebo více nezávislých (se samostatnými zdrojem), které mohou mít různé napětí. Elektroinstalace ve vozidle sestává z vodičů, mechanických kontaktních prvků (spínače, přepínače, vypínače) a jištění (pojistky, jističe). Přepínače mohou být buď dvoupolohové, nebo vícepolohové (hlavní světlomety, osvětlení vnitřního prostoru, topení, stěrače, stahování oken, nastavování zrcátek). 
Prvotním úkolem elektrické soustavy (akumulátoru) je poskytnout energii ke spuštění-nastartování spalovacího motoru a pro jeho zapalovací soustavu, jestliže je to motor zážehový. Elektřina se dále používá zejména pro osvětlení a pro jeho ovládací, signalizační a regulační soustavy. Elektricky mohou být poháněna palivová čerpadla, servomotory stěračů, otevírání nebo zavírání oken, dveří, polohy zrcátka, sedadla, volantu, skládací střechy atd. Pohon může být manuální, elektromechanický, elektrohydraulický nebo pneumatický, převod sil může být pákový, lankový nebo spirálový. Okna nebo dveře mohou být vybavena detektory zajišťujícími ochranu proti sevření. Moderní vozidla mají plně elektrické nebo elektronické všechny prvky pro kontrolu pohonné jednotky i jízdy (tachometr, ABS). Elektrickou energii mohou odebírat také klimatizace, palubní počítač a další elektronické obvody, palubní přístroje, systémy zabezpečení, asistenční systémy (tempomat, adaptivní tempomat, parkovací systém) a informační systémy (zobrazení provozních a jízdních údajů, navigace s telemetrií, nastavení podvozku, nastavení servisních funkcí, mobilní telefon, internet, audio, video), z nichž některé mohou sloužit nejen k řízení vozidla, ale i k práci nebo zábavě spolucestujících. 